# Fritz Zwicky

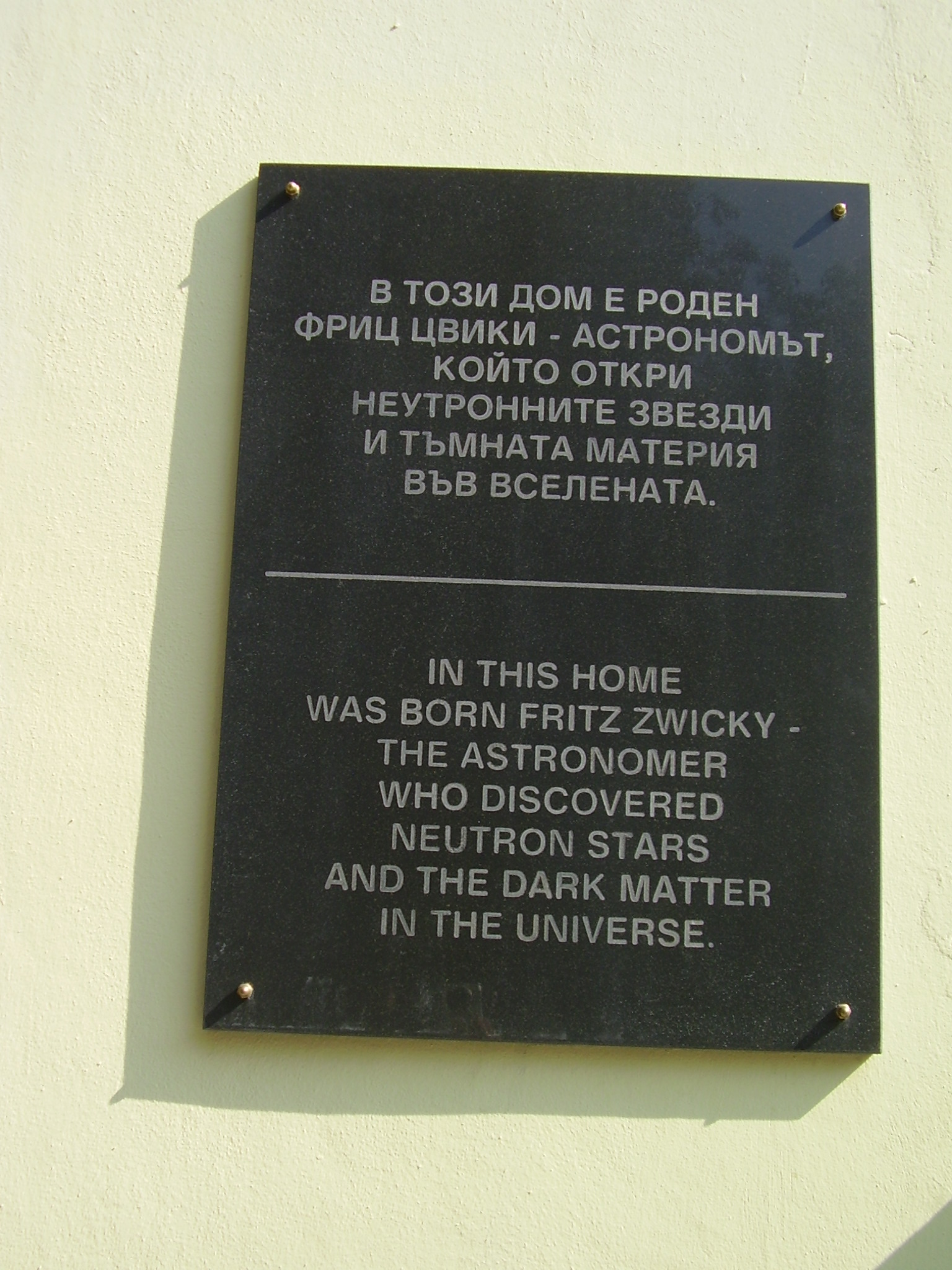
Placa en memoria de Fritz Zwicky.

Fritz Zwicky (Varna, Bulgaria, 14 de febrero de 1898-Pasadena, California, EE. UU., 8 de febrero de 1974) fue un astrónomo y físico suizo de origen búlgaro. Formuló ideas pioneras relacionadas con la materia oscura, y se le atribuye el descubrimiento de las estrellas de neutrones.

## Biografía
Zwicky nació en Varna, Bulgaria. Su padre era un destacado industrial de origen suizo, que también ejerció como embajador de Noruega en Varna (1908–1933). Su madre Franziska Vrček era de origen austro-húngaro.
Recibió su doctorado por parte de la Escuela Politécnica Federal de Zúrich y se trasladó a los Estados Unidos en 1925 para trabajar en Caltech, donde permaneció hasta 1972. En 1934, junto a Walter Baade (1893–1960), usando la Cámara de Schmidt, propuso que las supernovas son una clase de explosiones estelares completamente diferentes a las novas que podrían crear estrellas de neutrones y rayos cósmicos.
En 1933 fue el primero en sugerir la presencia de una materia invisible entre las galaxias, siguiendo sus observaciones en el Observatorio del Monte Wilson, localizando siete casos en el cúmulo de Coma, pero no pudo convencer a sus colegas sobre la importancia de su descubrimiento, que permaneció olvidado por casi cuarenta años.
Fue el primero en utilizar el Teorema de virial para deducir la existencia de materia oscura, y en 1937 propuso que los cúmulos de galaxias podrían actuar como lente gravitacional por el efecto Einstein. Esta predicción se confirmó en 1979 con el descubrimiento del cuásar Q0957+561.
Dirigió una amplia investigación de las galaxias vecinas a la búsqueda de supernovas, descubriendo 19 (con anterioridad, solamente habían sido registradas 12 en toda la historia de la astronomía). Entre los años 1943 y 1946, al lado de Theodore von Kármán y otros, ayudó a desarrollar los primeros sistemas de despegue asistido por reactores.
Su mente no convencional dio origen a algunas ideas extravagantes, como cuando en 1948 propuso convertir otros planetas en habitables cambiando su órbita alrededor del Sol, con el fin de ajustar la temperatura de su superficie.
Zwicky había dedicado bastante tiempo a la búsqueda de galaxias. De 1961 a 1968 publicó con sus colegas un Catálogo de galaxias y cúmulos de galaxias.
Fritz Zwicky fue el inventor de la "morfología", un método de pensamiento para la solución de problemas que intenta todas las combinaciones posibles en una matriz llamada "caja morfológica". Este método permite combinar las expresiones en un cuadro de combinaciones completamente "loco", que estimula la creatividad del espíritu e ideas interesantes.
También fue opositor de la postura política con el Medio Oriente y del uso de las armas nucleares en la Segunda Guerra Mundial. Consideró que la esperanza para el mundo libre es que la gente de buena voluntad trabaje unida, sin instituciones u organizaciones permanentes.

## Vida personal
El 25 de marzo de 1932, Fritz Zwicky se casó con Dorothy Vernon Gates (1904-1991), miembro de una prominente familia local e hija del senador del estado de California Egbert James Gates. Su dinero fue decisivo para la financiación del Observatorio Palomar durante la Gran Depresión. Nicholas Roosevelt, primo del presidente Theodore Roosevelt, era cuñado suyo por matrimonio con Tirzah Gates. Zwicky y Dorothy se divorciaron amistosamente en 1941.
El 18 de octubre de 1947, Zwicky se casó en Suiza con Anna Margaritha Zürcher. Juntos tuvieron tres hijas, Margrit, Franziska y Barbarina. El Museo Zwicky de la Landesbibliothek de Glaris alberga muchos de sus documentos y trabajos científicos. Zwicky murió en Pasadena, California, el 8 de febrero de 1974, y fue enterrado en Mollis, Suiza.
Zwicky era crítico con la religión y consideraba inaceptable atribuir los fenómenos naturales a Dios.
Se le recuerda a la vez como un genio y un cascarrabias. Uno de sus insultos favoritos era referirse a las personas que no le caían bien como "bastardos esféricos", porque, según explicaba, eran bastardos se miraran por donde se miraran.

## Publicaciones
Zwicky dedicó mucho tiempo a la búsqueda de galaxias y a la elaboración de catálogos. De 1961 a 1968, él y sus colegas publicaron un exhaustivo Catálogo de galaxias y cúmulos de galaxias en seis volúmenes. Todos ellos fueron publicados en Pasadena, por el Instituto de Tecnología de California.
Catálogo de galaxias:
- Zwicky, F.; Herzog, E.; Wild, P. (1961),  Caltech, ed., Catálogo de galaxias y cúmulos de galaxias 1, Bibcode:1961cgcg.book...Z.

- Zwicky, F.; Herzog, E.; Wild, P. (1963),  Caltech, ed., Catálogo de galaxias y cúmulos de galaxias 2, Bibcode:1963cgcg.book...Z.

- Zwicky, F.; Herzog, E.; Wild, P. (1966),  Caltech, ed., Catálogo de galaxias y cúmulos de galaxias 3, Bibcode:1966cgcg.book...Z.

- Zwicky, F.; Herzog, E.,  Caltech, ed., Catálogo de galaxias y cúmulos de galaxias 4.

- Zwicky, F.; Karpowicz, M.; Kowal, C.T. (1965),  Caltech, ed., Catálogo de galaxias y cúmulos de galaxias 5, Bibcode:1965cgcg.book...Z.

- Zwicky, F.; Kowal, C.T. (1968),  Caltech, ed., Catálogo de galaxias y cúmulos de galaxias 6, Bibcode:1968cgcg.bookR...Z.

Las galaxias del catálogo original se denominan galaxias Zwicky, y el catálogo se sigue manteniendo y actualizando en la actualidad[31]. Zwicky, junto con su esposa Margaritha, también elaboró un importante catálogo de galaxias compactas, a veces denominado simplemente El Libro Rojo.
- Zwicky, F.; Zwicky, M.A. (1971), «Catálogo de selección galaxias compactas y post-eruptivas», Guemligen: Zwicky, Bibcode:1971cscg.book.....Z.

## Eponimia
- El cráter lunar Zwicky lleva este nombre en su memoria.[10]
- El asteroide (1803) Zwicky también conmemora su nombre.[11]